# Nena (superkontinent)
Nena var en urtida mindre superkontinent som bestod av kratonerna från Arktika, Baltika och Östantarktis. Den bildades för cirka 1,8 miljarder år sedan, och var en del av den världsomspännande superkontinenten Columbia. Begreppet är en akronym av Nordeuropa och Nordamerika.

### Fotnoter
1. ↑  ”The supercontinent medley: Recent views” (på engelska). IISC. 25 oktober 2003. sid. 1121. Arkiverad från originalet den 24 oktober 2020. https://web.archive.org/web/20201024231147/http://www.iisc.ernet.in/currsci/oct252003/1121.pdf. Läst 30 augusti 2014.